# William Cruikshank (peintre)
Pour les articles homonymes, voir William Cruikshank.
William Cruikshank est un peintre d'origine britannique, naturalisé canadien, né à Broughty Ferry (Écosse), le 25 décembre 1848 et mort au Kansas le 19 mai 1922. 
Il a fréquenté Maurice Cullen, Edmund Morris et Edmond Dyonnet et a séjourné en leur compagnie à l'île d'Orléans durant l'été 1897.
Plusieurs de ses peintures sont exposées au Musée des beaux-arts du Canada, notamment :  Ouverture du chemin (1894) et Le Chariot de sable (1895).

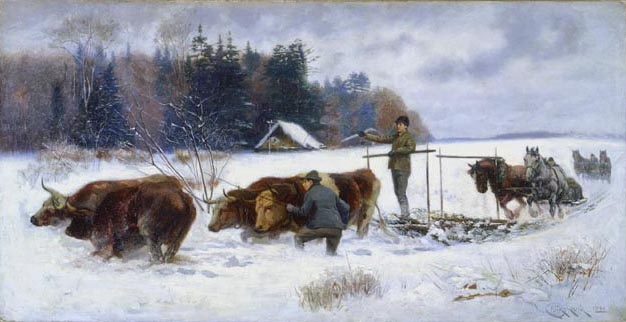
Ouverture du chemin (1894)
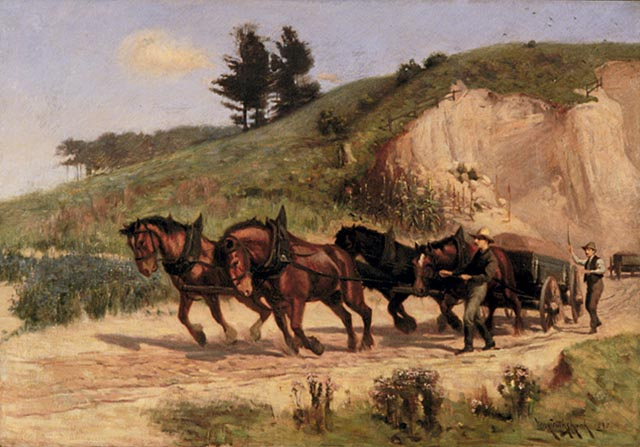
Le Chariot de sable (1895)
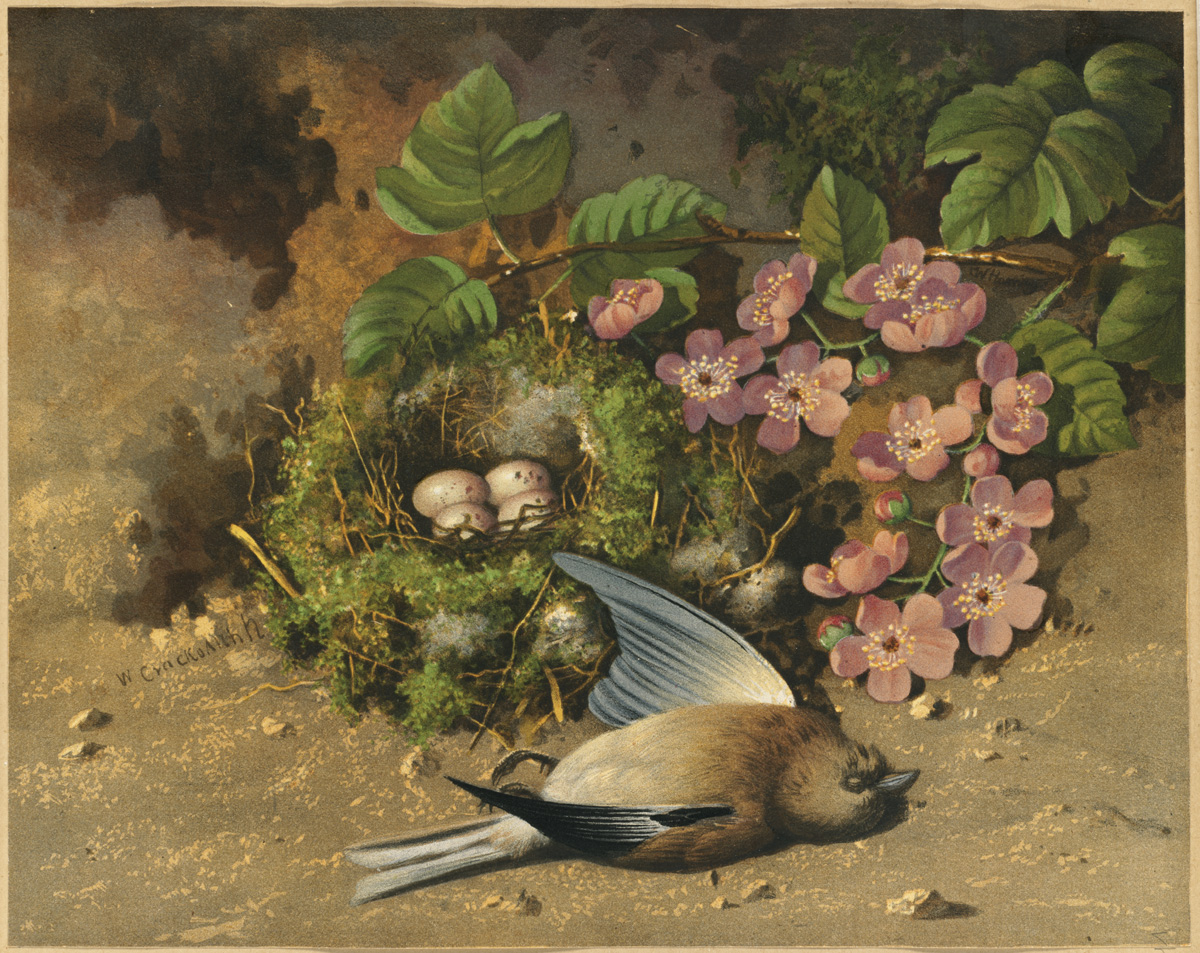
Linotte
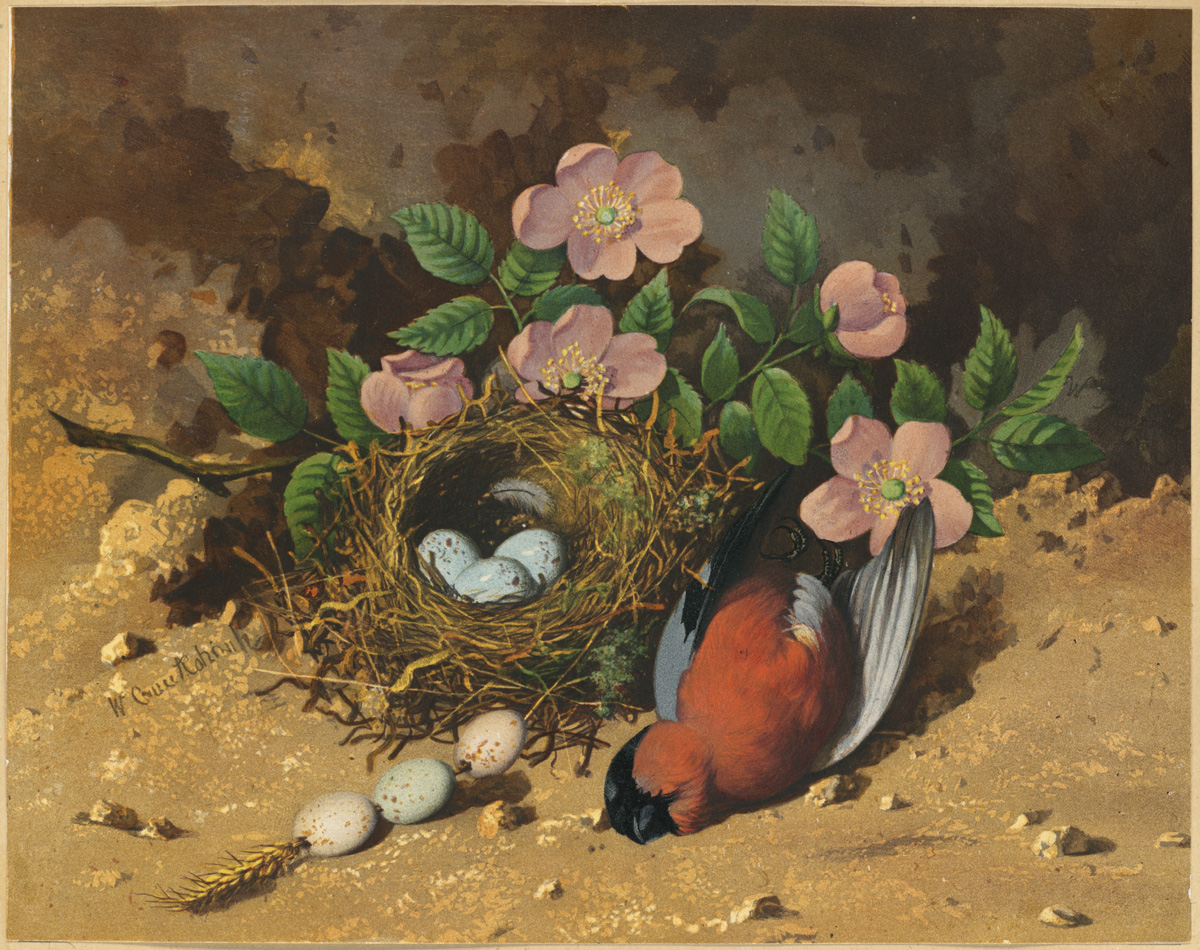
Bouvreuil